# پیام کافکا
پیام کافکا یکی از آثار غیرداستانیِ صادق هدایت، نویسندهٔ ایرانی است. این اثر نخستین‌بار به‌عنوان پیشگفتاری بر ترجمهٔ فارسی گروه محکومین از حسن قائمیان منتشر شد.
برخی این رساله را وصیت‌نامه ادبی هدایت می‌دانند و معقتدند که هدایت تمام آن چیزهایی را که می‌خواسته در بیشتر آثارش مطرح کند (یعنی همان چیزی را که ما تحت نام «هیچ‌انگاری شبه‌مدرن» می‌شناسیم) به گونه ای در قالب یک مقاله بیان کرده‌است. استفاده از ترفندها و تکنیکهای ادبی و به اصطلاح تمثیلگرایی و استفاده از کهن‌الگوها و غیره در این رساله نیست. صراحت بیان یک مقاله را دارد؛ و خیلی راحت‌تر می‌شود درباره‌اش قضاوت کرد و از طریق آن، به جهانمیانی هدایت پی برد.